# Silene almolae
Silene almolae är en nejlikväxtart som beskrevs av Claude Gay. Silene almolae ingår i släktet glimmar, och familjen nejlikväxter. Inga underarter finns listade i Catalogue of Life.